# Вебстер, Роберт Гордон
Роберт Гордон Вебстер (англ. Robert Gordon Webster, род. 5 июля 1932, Balclutha, Отаго) — авторитетный специалист по птичьему гриппу, правильно заявивший, что пандемические штаммы гриппа возникают из генов штаммов вируса гриппа у животных; например, за счёт рекомбинации генетических сегментов (антигенный сдвиг) между вирусами человека и нечеловека (особенно птиц), а не за счёт мутаций (антигенный дрейф) в ежегодных штаммах человеческого гриппа.

## Биография
Роберт Вебстер вырос на ферме в Новой Зеландии и изучал микробиологию после окончания школы, получив степень бакалавра наук в Университете Отаго, Новая Зеландия, в 1955 году, степень магистра в том же университете в 1957 году и степень доктора философии в Австралийском национальном университете, Канберра, Австралия, 1962 год.
Он работал вирусологом в Министерстве сельского хозяйства Новой Зеландии в 1958–1959 годах, а затем был назначен научным сотрудником кафедры микробиологии Медицинской школы Джона Кертина при Австралийском национальном университете на 1964–1966 годы. Он переехал в США в 1969 году, где стал сотрудником отделения микробиологии и отделения иммунологии в Детской исследовательской больнице Св. Иуды в Мемфисе, штат Теннесси, городе, где он живёт с тех пор и занимал много исследовательских должностей.

## Достижения
Роберт Г. Вебстер заведует кафедрой вирусологии имени Роуз Мари Томас в Детской исследовательской больнице Св. Иуды. Он также является директором Сотрудничающего центра Всемирной организации здравоохранения по экологии вирусов гриппа у низших животных и птиц, единственной в мире лаборатории, предназначенной для изучения гриппа на стыке животных и человека. Он является членом Лондонского королевского общества, Королевского медицинского общества и Королевского общества Новой Зеландии, а также членом Национальной академии наук США. В декабре 2002 года ему была вручена премия Бристол-Майерс Сквибб за выдающиеся достижения в области исследований инфекционных заболеваний.
Вебстер был удостоен членства в Национальной академии наук Соединённых Штатов Америки и был назван членом Королевских обществ Новой Зеландии и Лондона. Он также является членом Американского общества микробиологии, Американского общества вирусологии и Американской ассоциации содействия развитию науки, а также членом Королевского медицинского общества. Он возглавляет сотрудничающую лабораторию Всемирной организации здравоохранения (ВОЗ) по гриппу животных.

## Работа по общему гриппу
Основные открытия Вебстера, касающиеся гриппа, включают вероятность того, что птицы, скорее всего, были виновниками других вспышек гриппа. Его работа также отвечает за метод вакцинации человека против гриппа, который обычно используется. До того, как Вебстер и его коллеги разделили вирус гриппа на разные частицы, весь вирус гриппа вводили пациенту в качестве вакцины — теперь для создания такой же реакции необходимы только определённые части вируса, что снижает побочные эффекты вакцины.

## Работа над H5N1
Можно сказать, что работа Вебстера с птичьим гриппом началась с прогулки по пляжу с коллегой-исследователем Грэмом Лейвером, во время которой мужчины заметили большое количество мёртвых птиц вдоль береговой линии. Вебстер задался вопросом, возможно ли, что птицы умерли от птичьего гриппа, и впоследствии отправился на остров, чтобы взять образцы у сотен птиц. Это привело к большему количеству поездок, и в конце концов Вебстер обнаружил связь между птичьим гриппом и человеческим гриппом. Эта связь означала для Вебстера одно: птичий и человеческий вирусы могут объединяться, создавая новый вирус, к которому у людей не будет антител. В интервью NBC он сказал, что, когда он впервые установил эту связь, мало кто обратил внимание на то, в чём он видел большую опасность. Он вспоминал следующее: «Ветеринары сказали: «Не проблема». Медицинские работники сказали: «Не проблема». Однако Вебстер предполагает, что единственное событие, которое должно произойти, чтобы начать пандемию гриппа, — это смешивание штаммов птичьего и человеческого гриппа в одной и той же клетке млекопитающего — скорее всего, клетке свиньи. Свиньи достаточно похожи по генетическому строению на людей, поэтому они восприимчивы к человеческому гриппу; кроме того, во многих районах свиньи вступают в тесный контакт с курами или утками, что повышает вероятность их заражения птичьим гриппом.
Ещё одна опасность, обнаруженная Вебстером, — это утка. Утки, хотя и способны заражаться и передавать вирус птичьего гриппа при контакте с курами, редко заболевают и умирают от воздействия. Будучи живыми и вполне здоровыми, утки затем способны распространять вирус в другие районы.

## Награды и почести
- 1989 — Член Лондонского королевского общества[5]
- 2010 Royal Society Leeuwenhoek Lecture Prize [6]

## Избранные публикации Роберта Вебстера
- CDC article Influenza: An Emerging Disease published in Emerging Infectious Diseases - vol. 4 no. 3 - July September 1998
- Journal of Virology, July 2000, p. 6309-6315, Vol. 74, No. 14 article Characterization of the Influenza A Virus Gene Pool in Avian Species in Southern China: Was H6N1 a Derivative or a Precursor of H5N1?
- Science Mag article Perspectives:VIROLOGY:Enhanced: A Molecular Whodunit - in Science - 7 September 2001 - 1773-1775
- American Scientist article The world is teetering on the edge of a pandemic that could kill a large fraction of the human population in 2003
- CDC articles H5N1 Outbreaks and Enzootic Influenza published in Emerging Infectious Diseases - vol. 12 no. 01 - January 2006
- PNAS article Establishment of multiple sublineages of H5N1 influenza virus in Asia: Implications for pandemic control published online before print 10 February 2006, 10.1073/pnas.0511120103 - PNAS - 21 February 2006 - vol. 103 - no. 8 - 2845-2850